# Rifle doble
El rifle doble, (en anglès: double-barrelled rifle), és un rifle amb dos canons muntats en paral·lel un respecte l'altre, Té un disseny molt semblant a l'escopeta de dos canons però amb canons d'ànima estriada. el rifle doble es va fer servir molt en campanyes d'exploració i cacera major a l'Àfrica i a l'Índia, sent una arma purament esportiva sense aplicacions militars.

## Disseny

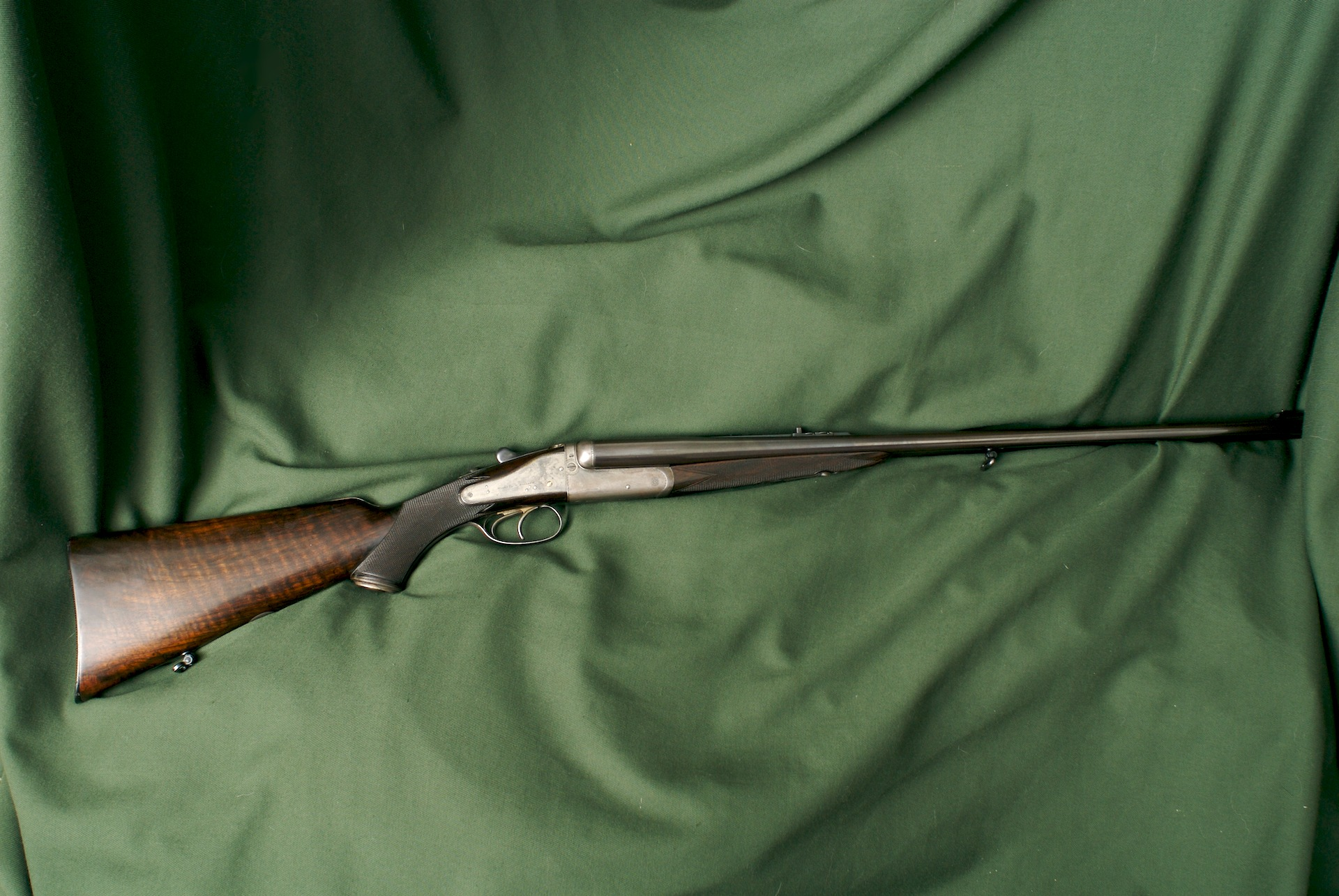
Rifle doble SxS .375 H&H Magnum.

El rifle doble sol estar fet a mà i molts el consideren el súmmum del disseny del rifle esportiu, tot i que no està dissenyat per obtenir una gran precisió a llarga distància, sinó per la seguretat i rapidesa amb que es pot fer un segon tir immediatament després del primer, sense haver d'armar el forrellat.

### Mecanisme

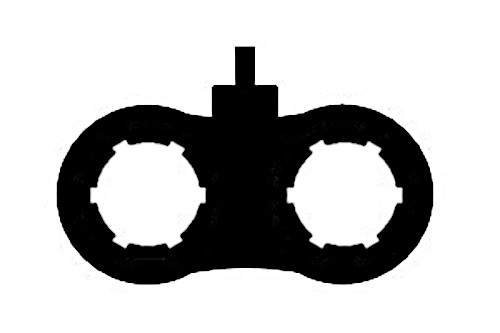
Rifle doble SxS

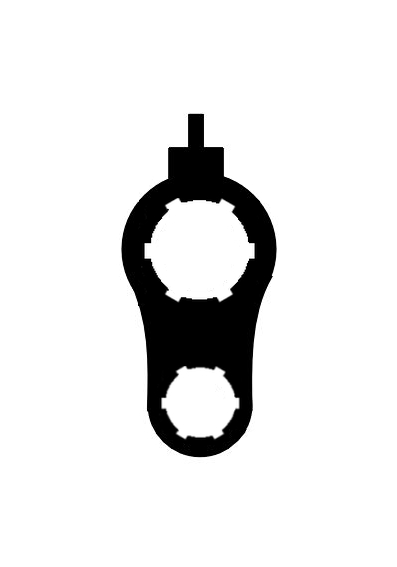
Canons superposats

Com en les escopetes de dos canons, els fusells dobles moderns es fabriquen amb gallets ocults, encara que de vegades es poden trobar vells fusells antics amb gallets externs. La majoria dels fusells dobles empren el mecanisme de canó basculant causa de la seva senzillesa i el reduït nombre de peces que podrien fallar, pel que tenen una notable reputació de fiabilitat. En el canó basculant amb tancament lateral, la palanca està darrere de la caixa de mecanismes, és summament resistent i en conseqüència es poden construir caixes de mecanismes més prims en relació al calibre.

### Canons
Els rifles dobles es fabriquen en dues configuracions de canons, sobreposats: disseny vertical (normalment abreujat com O/U) on els dos canons estan muntats verticalment un sobre l'altre, o juxtaposats: de costat (normalment abreujat com SxS) on els dos canons estan muntats horitzontalment un al costat de l'altre.